# FC ŠTK1914シャモリーン
FC ŠTK 1914シャモリーン（スロバキア語: FC ŠTK 1914 Šamorín）は、スロバキア・シャモリーンを本拠地とするサッカークラブ。

## 歴史
1914年6月1日、ショモルヤイ・テストジャコルローク・ケレ（Somorjai Testgyakorlók Köre）として設立された。1930年に本拠地のシュタディオーン・ポムレーが完成した。
2015年にフルミネンセFCと提携を結んだ。その後2019年に提携先をFC DAC 1904ドゥナイスカー・ストレダに変更した。